# ميكولا بوندار
ميكولا بوندار (بالأوكرانية: Микола Бондарь)‏ هو متزلج فني أوكراني، ولد في 22 مايو 1990 في كييف في أوكرانيا.

## وصلات خارجية
- ميكولا بوندار على موقع الاتحاد الدولي للتزلج (الإنجليزية)